# Vera Bélik
Vera Bélik (Ohrimovka, 12 de junio de 1921-Zambrów, 25 de agosto de 1944) fue una navegante de enlace ucraniana y teniente de guardias en el 588.º Regimiento de Bombardeo Nocturno donde trabajó con la piloto Tatiana Makarova. Cuando su Po-2 fue derribado por un caza alemán después de completar una misión de bombardeo, se le otorgó póstumamente el título de Héroe de la Unión Soviética el 23 de febrero de 1945.

## Primeros años de vida
Bélik nació en Ohrimovka, Ucrania el 5 de agosto de 1921 en una familia ucraniana y era la mayor de seis hermanos. Su padre era un maestro electricista. Durante la mayor parte de su infancia vivió en Kerch, Crimea, donde se graduó de la escuela secundaria en 1939 antes de inscribirse en el Karl Liebknecht Pedagogical Institute en Moscú, donde estudió matemáticas.

## Carrera militar
Bélik se unió al Ejército Rojo en octubre de 1941 después del comienzo de la guerra y se estuvo activa a partir de mayo de 1942. Fue entrenada como navegadora en la Escuela de Aviación Militar Engels y en cursos breves de navegación que duraron tres años en tiempos de paz. Fue reasignada al 588° Regimiento de Aviación de Bombarderos Nocturnos a mediados de 1942. Trabajó estrechamente con Tatiana Makarova, que sirvió como piloto en un Po-2 junto con ella. En diciembre de 1942, el regimiento se expandió y Bélik fue promovida a navegante del segundo escuadrón. Ella voló en incursiones difíciles sobre Ucrania, el área de Kuban en el norte del Cáucaso, Crimea, Bielorrusia y Polonia. El 1 de agosto de 1944, ella y Makarova volaron la primera misión de bombardeo sobre Prusia Oriental, la primera tripulación del regimiento que luchó en suelo alemán.
En la noche del 25 de agosto de 1944, en su 813º salida, el avión que Bélik y Makarova estaban volando fue atacado por un caza alemán sobre Ostrołęka, Polonia, matando a ambas después de que se incendió y se estrelló. Ella había acumulado 1287 horas de vuelo en total, de las cuales 1045 fueron en combate. En esas 813 salidas ella había arrojado 106 toneladas de explosivos sobre el territorio controlado por el enemigo, había causado 156 grandes explosiones y 143 incendios, destruido dos reflectores, dos depósitos de municiones, tres cruces de enemigos, tres cañones antiaéreos terrestres y más de dos pelotones de personal de infantería enemiga. Por sus operaciones de combate fue nominada para el título Héroe de la Unión Soviética y póstumamente le otorgó el título el 23 de febrero de 1945, el mismo día que a Makarova.